# Шампања ле Жен
Шампања ле Жен (фр. Champagnat-le-Jeune) је насељено место у Француској у региону Оверња, у департману Пиј де Дом.
По подацима из 2011. године у општини је живело 124 становника, а густина насељености је износила 13,21 становника/km².

## Демографија
| 1962. | 1968. | 1975. | 1982. | 1990. | 1999. | 2011. |
| ----- | ----- | ----- | ----- | ----- | ----- | ----- |
| 251   | 195   | 158   | 130   | 119   | 119   | 124   |